# Ноласко, Амори
А́мори Нола́ско Гарри́до (исп. Amaury Nolasco Garrido; род. 24 декабря 1970, Пуэрто-Рико) — пуэрто-риканский актёр с доминиканскими корнями, наиболее известен ролью Фернандо Сукре в сериале «Побег».

## Биография
Ноласко родился в Пуэрто-Рико, родители его доминиканцы. Изначально не планировал становиться актером, окончил Университет Пуэрто-Рико по специальности биология, собирался стать врачом. Однако, он не стал работать по специальности и переехал в Нью-Йорк, где стал студентом Американской Британской Драматической Школы Искусств.

### Личная жизнь
Живёт в Лос-Анджелесе. С начала 2009 встречался с актрисой Дженнифер Моррисон. Пара распалась в 2012 году..

## Карьера
Ноласко был приглашённым актёром в таких сериалах, как «Арлисс», «C.S.I.: Место преступления» и «Скорая помощь». Его первым заметным появлением на экране была роль гонщика на красной машине по имени Оранж Джулиус в фильме «Двойной форсаж». Затем он сыграл роль Минандео в фильме «Мистер 3000» с Берни Маком в главной роли. В 2007 засветился в небольшой роли в «Трансформерах», отклонил предложение сняться в продолжении фильма, «Трансформеры: Месть падших», из-за конфликта в расписании. На сегодняшний день его самой значимой ролью является роль Фернандо Сукре в сериале «Побег».
В ноябре 2009 появился в клипе дуэта Wisin & Yandel совместно с T-Pain на песню «Imagínate».
В марте 2010 начал сниматься во втором сезоне сериала «Саутленд» вместо выбывшего актера в роли детектива Рене Кордеро, но после съемок трех эпизодов тоже покинул сериал.

## Фильмография
| Год       |    | Русское название                            | Оригинальное название                       | Роль                       |
| --------- | -- | ------------------------------------------- | ------------------------------------------- | -------------------------- |
| 1997      | ф  | The Fall (англ.)                            | The Fall                                    | посыльный                  |
| 1998      | с  | Полицейские под прикрытием                  | New York Undercover                         | сообщник #1                |
| 1999      | с  | Арлисс                                      | Arli$$                                      | Айвери Ортега              |
| 1999      | с  | Завтра наступит сегодня                     | Early Edition                               | Педро Мендоса              |
| 2000      | с  | Полицейские на велосипедах                  | Pacific Blue                                | имя персонажа неизвестно   |
| 2000      | тф | Придурки из Хаззарда: Голливудская суета    | The Dukes of Hazzard: Hazzard in Hollywood! | Киприано                   |
| 2000      | ф  | Брат якудзы                                 | Brother                                     | Виктор                     |
| 2000      | с  | Охотница                                    | The Huntress                                | Флако Росарио              |
| 2001      | с  | C.S.I.: Место преступления                  | CSI: Crime Scene Investigation              | Эктор Дельгадо             |
| 2002      | ф  | Final Breakdown (англ.)                     | Final Breakdown                             | Эктор Артуро               |
| 2002      | с  | Скорая помощь                               | ER                                          | Рикки                      |
| 2003      | с  | Джордж Лопес                                | George Lopez                                | молодой Мэнни              |
| 2003      | ф  | Двойной форсаж                              | 2 Fast 2 Furious                            | Оранж Джулиус              |
| 2003      | ф  | Боевая бригада                              | The Librarians                              | G-Man                      |
| 2004      | ф  | Мистер 3000                                 | Mr. 3000                                    | Минадео                    |
| 2004      | с  | Ив                                          | Eve                                         | Эдриен                     |
| 2005      | с  | C.S.I.: Место преступления Нью-Йорк         | CSI: NY                                     | Рубен Де Роса              |
| 2006      | ф  | Запасные игроки                             | The Benchwarmers                            | Карлос                     |
| 2007      | ф  | Трансформеры                                | Transformers                                | Фигероа                    |
| 2008      | ф  | Короли улиц                                 | Street Kings                                | детектив Космо Сантос      |
| 2008      | ф  | Макс Пэйн                                   | Max Payne                                   | Джек Люпино                |
| 2009      | тф | Побег из тюрьмы: Финальный побег            | Prison Break: The Final Break               | Фернандо Сукре             |
| 2005—2017 | с  | Побег                                       | Prison Break                                | Фернандо Сукре             |
| 2009      | с  | C.S.I.: Место преступления Майами           | CSI: Miami                                  | Нейтан Коул                |
| 2009      | ф  | Инкассатор                                  | Armored                                     | Палмер                     |
| 2010      | тф | The Quickening (англ.)                      | The Quickening                              | Свон                       |
| 2010      | с  | Саутленд                                    | Southland                                   | детектив Рене Кордеро      |
| 2010      | с  | Преследование                               | Chase                                       | Марко Мартинес             |
| 2010      | ки | Prison Break: The Conspiracy                | Prison Break: The Conspiracy                | Фернандо Сукре             |
| 2010      | ф  | Ромовый дневник                             | The Rum Diary                               | Сегурра                    |
| 2012      | с  | Сделай это                                  | Work It                                     | Анхель Ортис               |
| 2013      | ф  | Крепкий орешек: Хороший день, чтобы умереть | A Good Day to Die Hard                      | Мёрфи                      |
| 2013      | ф  | Животное                                    | Animal                                      | Дуглас                     |
| 2013      | с  | Риццоли и Айлс                              | Rizzoli & Isles                             | лейтенант Рафаэль Мартинес |
| 2014      | ф  | Кровавая месть                              | In the Blood                                | Сильвио Луго               |
| 2016      | ф  | Преступник                                  | Criminal                                    | Эстебан Руиза              |
| 2018      | с  | Хитрость                                    | Deception                                   | Майк Альварес              |